# Vál
Vál är en ort i Ungern.   Den ligger i provinsen Fejér, i den västra delen av landet, 30 km sydväst om huvudstaden Budapest. Vál ligger 114 meter över havet och antalet invånare är 2 348.
Terrängen runt Vál är huvudsakligen platt. Vál ligger nere i en dal. Runt Vál är det ganska tätbefolkat, med 96 invånare per kvadratkilometer. Närmaste större samhälle är Érd, 18,0 km öster om Vál. Trakten runt Vál består till största delen av jordbruksmark.